# Teodora Pušić
Teodora Pušić, född 12 mars 1993 i Belgrad i Serbien, är en volleybollspelare (libero). 
Pušić debuterade i Superliga (den serbiska högsta ligan) säsongen 2010-11 med OK Röda stjärnan Belgrad, där hon stannade i fem år och vann tre serbiska mästerskap och fyra serbiska cuper. Säsongen 2015-16 flyttade hon till ŽOK Vizura, en annan klubb från Belgrad, och vann två serbiska mästerskap och en serbisk cup under de två år i klubben. Hon flyttade sedan till Tyskland för att spela i Volleyball-Bundesliga 2017–2018 med Allianz MTV Stuttgart. Därefter bar det av till Rumänien och spel i Divizia A1, först med UVT Agroland Timișoara under 2018 och sedan från början av 2019 med CSM Târgoviște. Med den senare klubben vann hon en rumänsk titel innan hon i november 2021 gick över till tyska Dresdner SC.
Pušić spelade med det serbiska U19-landslaget som tog silver vid U19-EM 2010, spelad på hemmaplan. Hon debuterade i seniorlandslaget 2013. Med dem har hon vunnit EM 2017 och 2019, liksom VM 2018 och 2022.